# Mondmilchhöhle
Die Mondmilchhöhle bei Lenningen, Ortsteil Gutenberg in Baden-Württemberg ist eine etwa 112 Meter lange naturbelassene Karsthöhle im Weißjura der Schwäbischen Alb. Sie liegt unterhalb der Burgruine Sperberseck. Im Jahr 1900 wurden in der Höhle vorgeschichtliche Scherben durch E. Schütze ergraben.

## Beschreibung
Der erste Höhlenraum ist etwa 15 Meter lang, drei bis neun Meter hoch und zwei bis vier Meter breit. Der Boden ist mit Lehm bedeckt, an den Wänden sind nur geringe Abscheidungen der Mondmilch zu finden. Am hinteren rechten Ende des ersten Raumes führt ein niedriger Kriechgang (Schlufstrecke) zum zweiten kleineren Höhlenraum. Der Kriechgang ist mit einer dicken, nassen Lehmschicht mehrere Zentimeter gefüllt. Die bemerkenswerten Wandüberzüge aus Mondmilch finden sich erst nach einem weiteren, mehrere Meter langen Tunnel in der dritten Kammer.

## Wegbeschreibung
Von Stuttgart Richtung Teck und weiter nach Lenningen, Ortsteil Gutenberg. Vor Gutenberg führt ein Wanderweg durch das Donntal hinauf zur Burgruine Sperberseck. Die Höhle befindet sich an einem steilen Hangabschnitt etwa 50–100 Meter unterhalb der Burgruine Sperberseck in Richtung Gutenberg.

## Naturschutz
Die Höhle ist von Mai bis November geöffnet, danach wird das Eingangsgitter zum Schutz der dort lebenden Fledermäuse geschlossen. Die Höhle ist völlig naturbelassen, so finden sich weder Kletterhilfen noch Beleuchtungseinrichtungen.
Die Mondmilchhöhle ist unter der Nummer 13587/883 als Geotop geschützt.

## Name der Höhle
Im Inneren der Höhle ebenso wie im unterhalb gelegenen Bach Donn finden sich großflächige Überzüge aus fließenden, weißlichen Ablagerungen, der so genannten Mondmilch (lat. lac lunae, chemisch Calcit), die in ihrem Aussehen an fließende Milch erinnern. Aufgrund der Empfindlichkeit der Calcitkristalle sollten diese nie berührt werden.

## Galerie

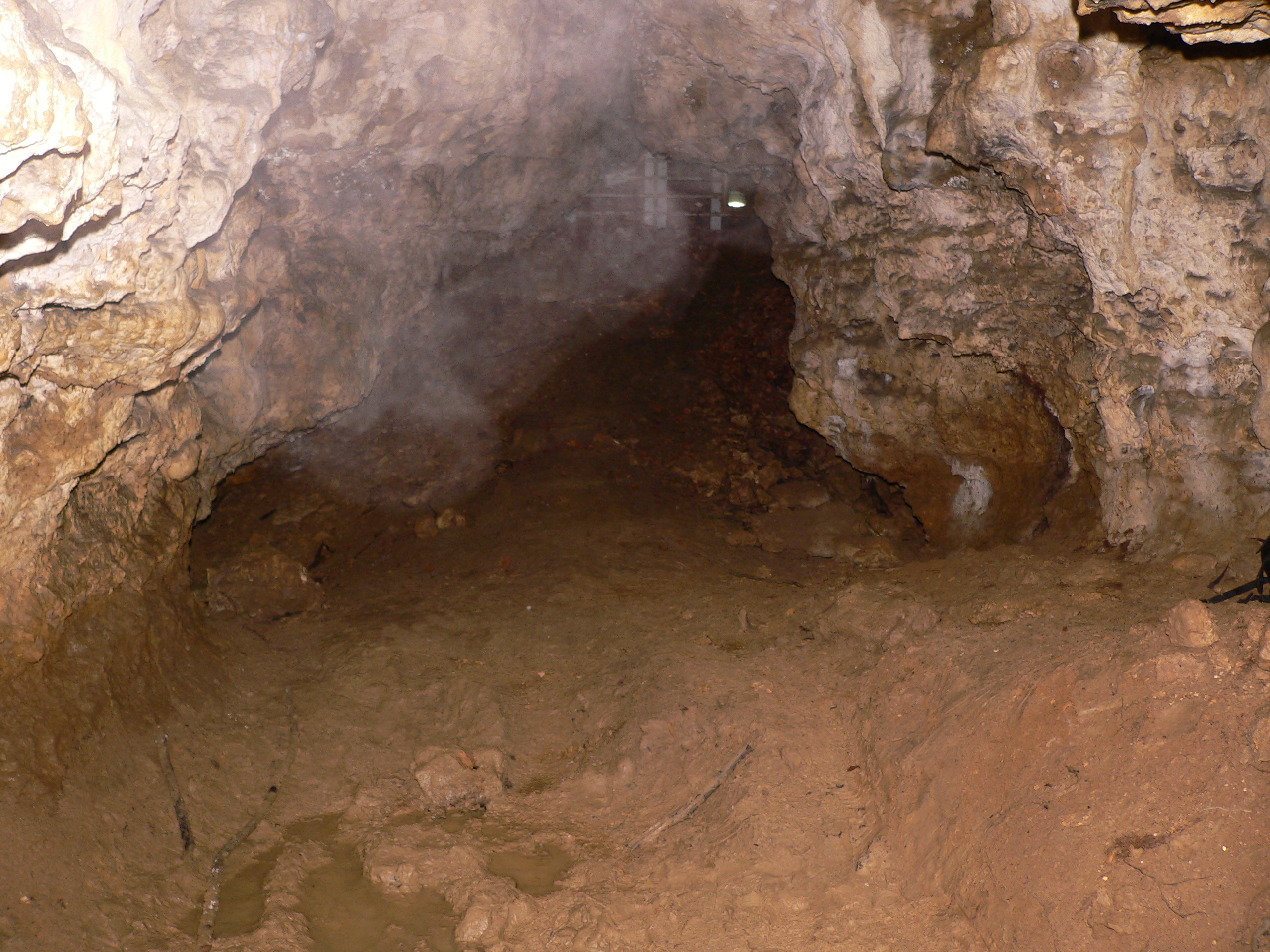
Eingangshalle der Mondmilchhöhle
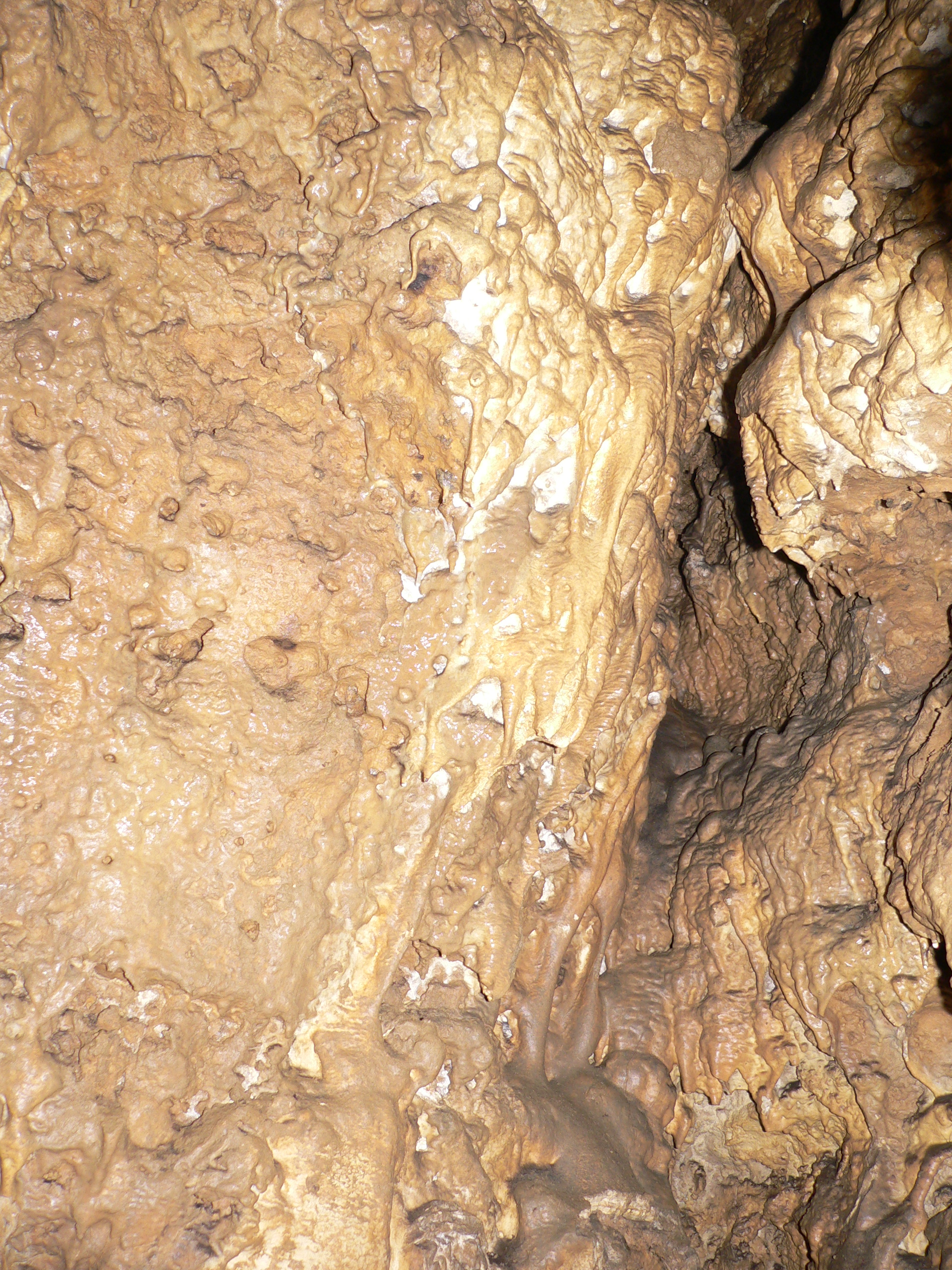
Wandversintererung in der dritten Halle
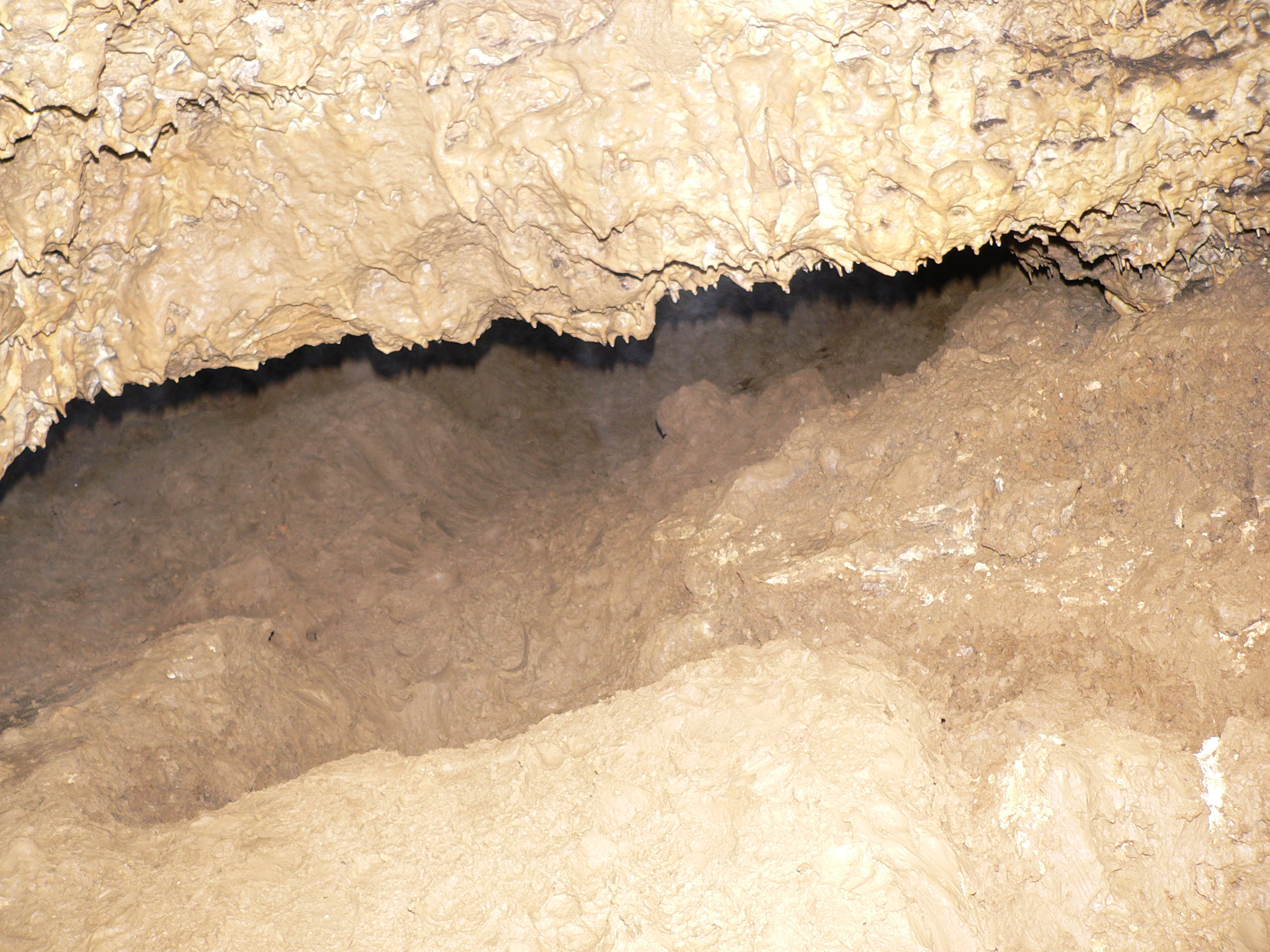
Schlufstrecke in der Mondmilchhöhle